# ŽNK Osijek
Ženski nogometni klub Osijek hrvatski je ženski nogometni klub iz Osijeka. Najtrofejniji je i najuspješniji ženski nogometni klub u Hrvatskoj. Trenutačno se natječe u Prvoj hrvatskoj nogometnoj ligi za žene. 

## Povijest
Ženski nogometni klub Osijek osnovan je 1990. godine. 
ŽNK Osijek je najveće uspjehe u Ligi prvaka ostvario 2011. godine prošavši u šesnaestinu finala Lige prvakinja i zatim ponovivši isti uspjeh 2014. pogotkom Dragice Cepernić, kojim je Osijek u Osijeku savladao Spartak iz Subotice s 1:0 i izborio prvo mjesto u kvalifikacijskoj skupini. 

## Klupski uspjesi
- Prva HNLŽ:
  - prvakinje (25): 1993./94., 1994./95., 1995./96., 1996./97., 1997./98., 1998./99., 1999./2000., 2000./01., 2001./02., 2002./03., 2006./07., 2007./08., 2008./09., 2009./10., 2010./11., 2011./12., 2012./13., 2013./14., 2014./15., 2015./16., 2016./17., 2017./18., 2020./21., 2022./23., 2023./24.

- Hrvatski kup
  - pobjednice (20): 1994./95., 1995./96., 1996./97., 1997./98., 1998./99., 1999./2000., 2000./01., 2001./02., 2006./07., 2007./08., 2008./09., 2009./10., 2010./11., 2011./12., 2012./13., 2013./14., 2014./15., 2015./16., 2016./17., 2024./25.
  - finalistice (8): 1994., 2002./03., 2003./04., 2005./06., 2018./19., 2020./21., 2021./22., 2023./24.

## Stadion
ŽNK Osijek svoje domaće utakmice igra na stadionu Gradski vrt, koji je kapaciteta 18.856 gledatelja. Do ljeta 2023. dom kluba bio je na Mačkamami.

## Vanjske poveznice
- Službena web-stranica
- Profil, HNS Semafor